# Quers
Quers és un municipi francès situat al departament de l'Alt Saona i a la regió de Borgonya - Franc Comtat. L'any 2007 tenia 351 habitants.

## Demografia

### Població
El 2007 la població de fet de Quers era de 351 persones. Hi havia 131 famílies, de les quals 28 eren unipersonals (16 homes vivint sols i 12 dones vivint soles), 40 parelles sense fills, 59 parelles amb fills i 4 famílies monoparentals amb fills.
La població ha evolucionat segons el següent gràfic:
Habitants censats

### Habitatges
El 2007 hi havia 142 habitatges, 130 eren l'habitatge principal de la família, 7 eren segones residències i 5 estaven desocupats. 134 eren cases i 8 eren apartaments. Dels 130 habitatges principals, 110 estaven ocupats pels seus propietaris, 16 estaven llogats i ocupats pels llogaters i 4 estaven cedits a títol gratuït; 6 tenien dues cambres, 6 en tenien tres, 29 en tenien quatre i 89 en tenien cinc o més. 119 habitatges disposaven pel capbaix d'una plaça de pàrquing. A 52 habitatges hi havia un automòbil i a 71 n'hi havia dos o més.

### Piràmide de població
La piràmide de població per edats i sexe el 2009 era:
| Homes | Edats   | Dones |
| ----- | ------- | ----- |
| 0     | 95 o +  | 0     |
| 0     | 90 a 94 | 0     |
| 0     | 85 a 89 | 0     |
| 0     | 80 a 84 | 0     |
| 8     | 75 a 79 | 0     |
| 4     | 70 a 74 | 8     |
| 12    | 65 a 69 | 4     |
| 16    | 60 a 64 | 8     |
| 0     | 55 a 59 | 0     |
| 12    | 50 a 54 | 12    |
| 16    | 45 a 49 | 12    |
| 20    | 40 a 44 | 16    |
| 12    | 35 a 39 | 20    |
| 0     | 30 a 34 | 4     |
| 20    | 25 a 29 | 8     |
| 12    | 20 a 24 | 4     |
| 24    | 15 a 19 | 12    |
| 32    | 10 a 14 | 8     |
| 8     | 5 a 9   | 8     |
| 0     | 0 a 4   | 16    |

## Economia
El 2007 la població en edat de treballar era de 240 persones, 173 eren actives i 67 eren inactives. De les 173 persones actives 151 estaven ocupades (85 homes i 66 dones) i 22 estaven aturades (13 homes i 9 dones). De les 67 persones inactives 24 estaven jubilades, 19 estaven estudiant i 24 estaven classificades com a «altres inactius».

### Ingressos
El 2009 a Quers hi havia 131 unitats fiscals que integraven 354,5 persones, la mediana anual d'ingressos fiscals per persona era de 16.531 €.

### Activitats econòmiques
Dels 9 establiments que hi havia el 2007, 1 era d'una empresa alimentària, 4 d'empreses de construcció, 1 d'una empresa de comerç i reparació d'automòbils, 1 d'una empresa de serveis i 2 d'empreses classificades com a «altres activitats de serveis».
Dels 4 establiments de servei als particulars que hi havia el 2009, 1 era un taller de reparació d'automòbils i de material agrícola, 1 guixaire pintor, 1 fusteria i 1 lampisteria.
L'únic establiment comercial que hi havia el 2009 era una fleca.
L'any 2000 a Quers hi havia 7 explotacions agrícoles.

## Poblacions més properes
El següent diagrama mostra les poblacions més properes.